# 龍岡
24°55′47″N 121°14′32″E / 24.9296°N 121.2423°E

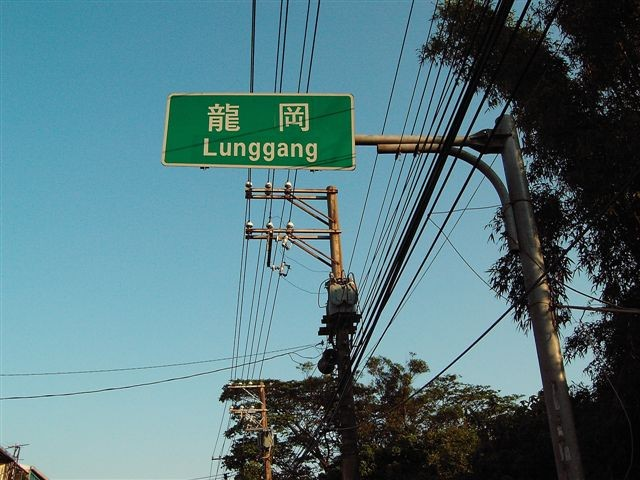
龍岡

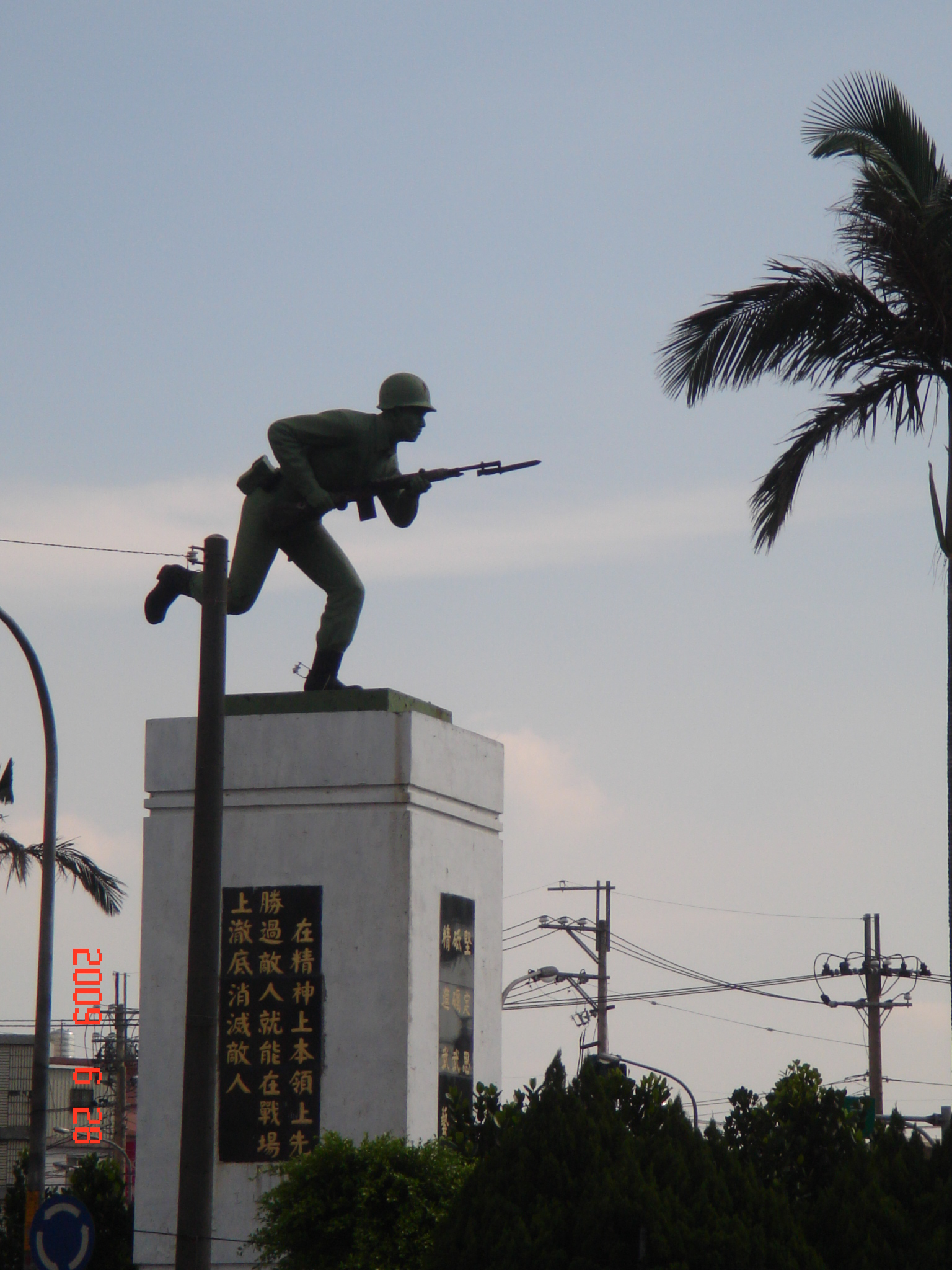
中壢龍岡圓環

龍岡為台灣桃園市之區域地名，位於中壢區東南隅及平鎮區東北端，並涵括八德區部份區域（包含關路缺一帶，近霄裡），當地約有12萬人口，軍事色彩濃厚。

## 歷史

### 名稱由來
本地在日治時期屬於新竹州中壢郡中壢街大字後寮，1945年設後寮里；一說後寮即後方茅寮之意，另一說由後寮之名可知其為中壢開發較晚之地區。雖然國際電話無線電話中壢送信所1934年即建於該地，此處大部分區域至1950年代初仍是農村，主要的作物為茶樹。1950年陸軍總部在後寮徵地興建營房，1953年6月黃杰率領的留越國軍(越南富國島國軍)及眷屬部分進駐本地眷村「赴台新村」（富台新村前身），1954年胡璉就任陸軍第一野戰軍團司令，決定將軍團指揮部由臺北遷至後寮，並將此地重新命名為龍岡，以呼應臺灣南部之軍事重鎮鳳山 （页面存档备份，存于）。1973年12月，後寮里析出龍岡里，為首次成為行政區名。稍後因人口持續增加，陸續分出龍東、龍昌、龍興、龍德、龍平、龍安等里。實際上，大龍岡地區的範圍廣及過去的後寮、社子、埔頂及霄裡等村莊，亦即囊括平鎮區東北端與八德區西南角，約與1983年龍岡都市計畫區劃定之區域相當。

### 聚落興起
戍守中樞的陸軍第一野戰軍團指揮部於1954年遷入後，陸軍第一士官學校（簡稱士校，今陸軍專科學校）於1957年成立，龍岡機場亦於1959年落成，龍岡成為北台灣重要的軍事區。
隨著軍事單位落腳於此，大量眷村亦在此設立，如早期的富台新村（1953）、台貿十村、忠貞新村（1954）、篤行四村（1955，後更名中正一村）、馬祖新村（1957）以及貿易七村（1961），後期續建慈光六村（1980）、慈光十村、慈仁四村、慈安三村（1983）等，成為中壢除市中心、內壢兩地之外，另一個人口聚集區，亦是台灣眷村最密集的區域之一。中壢區龍東路南北兩側以及平鎮區龍南路龍岡圓環至忠貞國小間商業活動繁盛，聚居人口相對集中，而1970年代忠貞新村、貿易七村及篤行四村聯合成立的忠貞市場，更被視為龍岡商業發展的起源地。

### 都市計畫區
中壢（龍岡地區）都市計畫區範圍係桃園縣政府委託臺灣省政府住宅及都市發展局於1983年6月編定，位於今中壢區環中東路及新中北路以南、崁頂路及八德區新生路以西，其東南以平鎮區及八德區之龍南路為界、西南側則以新街溪為界，面積約12.5平方公里，至2020年該計畫區約有12萬人口，包含以下里別：
- 中壢區：仁美、仁祥、中堅、龍昌、龍慈、龍平、龍東、龍岡里，及一部分普仁、普慶、仁愛、仁和、仁德、華勛、後寮、龍興、振興里。
- 平鎮區：龍恩、忠貞、中正、貿易、龍興里，及一部分北興、北貴、東社、建安、東安、新安里。
- 八德區：龍友里，及一部分霄裡、白鷺、竹園里。

該都市計畫區內有馬祖新村眷村文化保存專用區，並規劃有運動公園生活園區。

## 人文風貌
龍岡之地標是位於龍東路、龍南路與龍岡路口的龍岡圓環，圓環中設有一座士兵衝鋒的雕像塔，頗能代表此處濃厚的軍事色彩，已併同周邊文藝活動中心列入桃園市歷史建築類文化資產。
雖然龍岡地區大部分的眷村已於2000年後陸續拆除 （页面存档备份，存于），但本區的飲食文化仍保有眷村之特色。因鄰近忠貞市場的忠貞新村居民大多來自中國雲南及泰緬邊境，也使龍岡成為中壢飲食多元化的象徵。餐廳和飲食店多以起源於滇西縱谷之雲南菜和泰國、緬甸口味料理為主，米線、米干、大薄片、椒麻雞、破酥包、乳扇及竹蟲等都是常見菜色，如每逢雙十國慶皆自辦升旗典禮的國旗屋創辦人張老旺，即以販賣米干為生。2011年4月，桃園縣政府觀光行銷局即以忠貞市場之前龍街口為中心，舉辦首屆龍岡米干節，升格後由桃園市政府觀光旅遊局續辦，至2020年已舉辦10屆米干節活動。桃園市政府經濟發展局亦輔導忠貞商圈轉型為魅力金三角形象商圈，以推廣其特色美食。

### 文化資產
- 龍岡圓環軍人雕像暨龍岡文藝活動中心
- 馬祖新村眷村文創園區
- 國際電話無線電話中壢送信所

### 休閒場所
- 桃園市立圖書館龍岡分館
- 中壢光影電影館(原馬祖新村活動中心。一樓為電影相關靜態展覽，二樓每日有定時免費電影放映)
- 龍岡公園
- 龍岡萬坪公園（由龍岡機場部分跑道改建）
- 龍岡森林公園
- 雲南文化公園
- 龍岡大操場（軍方體能訓練場，平時亦開放民眾運動休閒）
- 士校大池
- 忠貞新村文化園區

### 宗教寺廟
- 龍岡清真寺
- 龍岡聖母無玷之心天主堂
- 中壢興元宮
- 龍岡鴻福宮

## 教育

### 大專
- 陸軍專科學校
- 南亞技術學院

### 國中
- 桃園市立龍岡國民中學
- 桃園市立東安國民中學
- 桃園市立龍興國民中學

### 國小
- 桃園市中壢區普仁國民小學
- 桃園市中壢區富台國民小學 （页面存档备份，存于）
- 桃園市中壢區龍岡國民小學 （页面存档备份，存于）
- 桃園市平鎮區忠貞國民小學 （页面存档备份，存于）
- 桃園市平鎮區東安國民小學 （页面存档备份，存于）

## 政府機關

### 行政機關
- 中華民國衛生福利部中央健康保險署北區業務組
- 中華民國國軍退除役官兵輔導委員會桃園市榮民服務處
- 桃園市政府文化局文創影視科

### 軍事單位
- 中華民國陸軍第六軍團指揮部
- 中華民國陸軍第六軍團化學兵第三三群
- 中華民國國防部參謀本部資通電軍指揮部資通一大隊（原陸軍第六軍團資訊電子兵第七三群）
- 中華民國陸軍第六軍團砲兵第二一指揮部
- 中華民國陸軍專科學校

### 公共安全
- 桃園市政府警察局
  - 平鎮分局龍岡派出所
  - 中壢分局龍興派出所
  - 中壢分局普仁派出所
- 桃園市政府消防局
  - 龍岡分隊
  - 華勛分隊

## 經濟

### 金融機構
- 中華郵政中壢龍岡郵局、中壢龍東路郵局、中壢仁美郵局、中壢華勛郵局
- 渣打國際商業銀行龍岡分行,自2022年10月29日起移至東內壢分行
- 板信商業銀行龍岡分行

### 大型企業
- 榮民製藥股份有限公司
- 葡萄王生技中壢龍岡廠
- 金車股份有限公司中壢廠

### 購物商場
- 傳統市場：忠貞市場、金鋒市場、台貿市場、丸十市場
- 量販店：家樂福中壢店
- 超級市場：全聯福利中心、美廉社、自由聯盟生鮮超市等

## 交通

### 主要道路
- 市道112號：中壢區龍岡路、平鎮區及八德區龍南路，為本區主要幹道，與桃77線、桃74線及桃72線交會。
- 市道114號：中壢區中山東路，與桃77線、桃76線、桃74線及桃72線交會。
- 桃74線：中壢區龍東路，本區商業中心，與市道112號及市道114號交會。
- 桃77線：中壢區龍慈路，與市道112號及市道114號交會。
- 桃76線：中壢區後興路，與市道114號交會。
- 桃72線：平鎮區平東路、八德區新生路，與市道112號及市道114號交會。

### 大眾運輸
- 桃園客運桃園市市區公車：112南中壢—忠貞、115甲中壢—平東路、115乙中壢—平東路、120捷運環北站—太子鎮、169中壢—華勛社區、231中壢區公所—龍岡綠線、231A中壢區公所—龍岡綠線（繞興仁路）、232中壢區公所—龍岡棕線、232A中壢區公所—龍岡棕線（繞興仁路）、5098中壢—大溪、5050中壢—石門水庫（經員樹林）、5091中壢—上巴陵—林班口、5008桃園—中壢（經龍岡）、5010桃園—中壢（經仁美、八德）
- 中壢客運桃園市市區公車：112北中壢—忠貞
- 統聯客運桃園市市區公車：717龍岡圓環—捷運永寧站、208桃園高鐵站—八德
- 桃園市免費市民公車：L211平鎮東勢藍線、L212平鎮東勢紅線、L118八德紫線、L119八德紫線、L120八德綠線、L121八德綠線

## 註解
1. ↑  另一說李彌部隊1954年自中南半島撤出後進駐此區，見地勢如龍臥高岡，便稱之為龍岡。[9]
2. ↑  一說此地眷村分布密度為全台之冠[3]，但此地眷村分布密度是否超越內壢、龜山或高雄左營尚須更進一步論證。
3. ↑  馬祖新村部分區域已獲保留，且至2019年龍岡地區仍有少數眷村仍在使用中[18]。此外，本條目先前有「昔日的瓦房、矮屋逐漸被新建的高樓公寓取代」等語，但實際上龍岡地區國有地售出後所營造的新建物，除了幾棟公寓大廈，大多數仍是透天厝[19]。